# Assedio scientifico

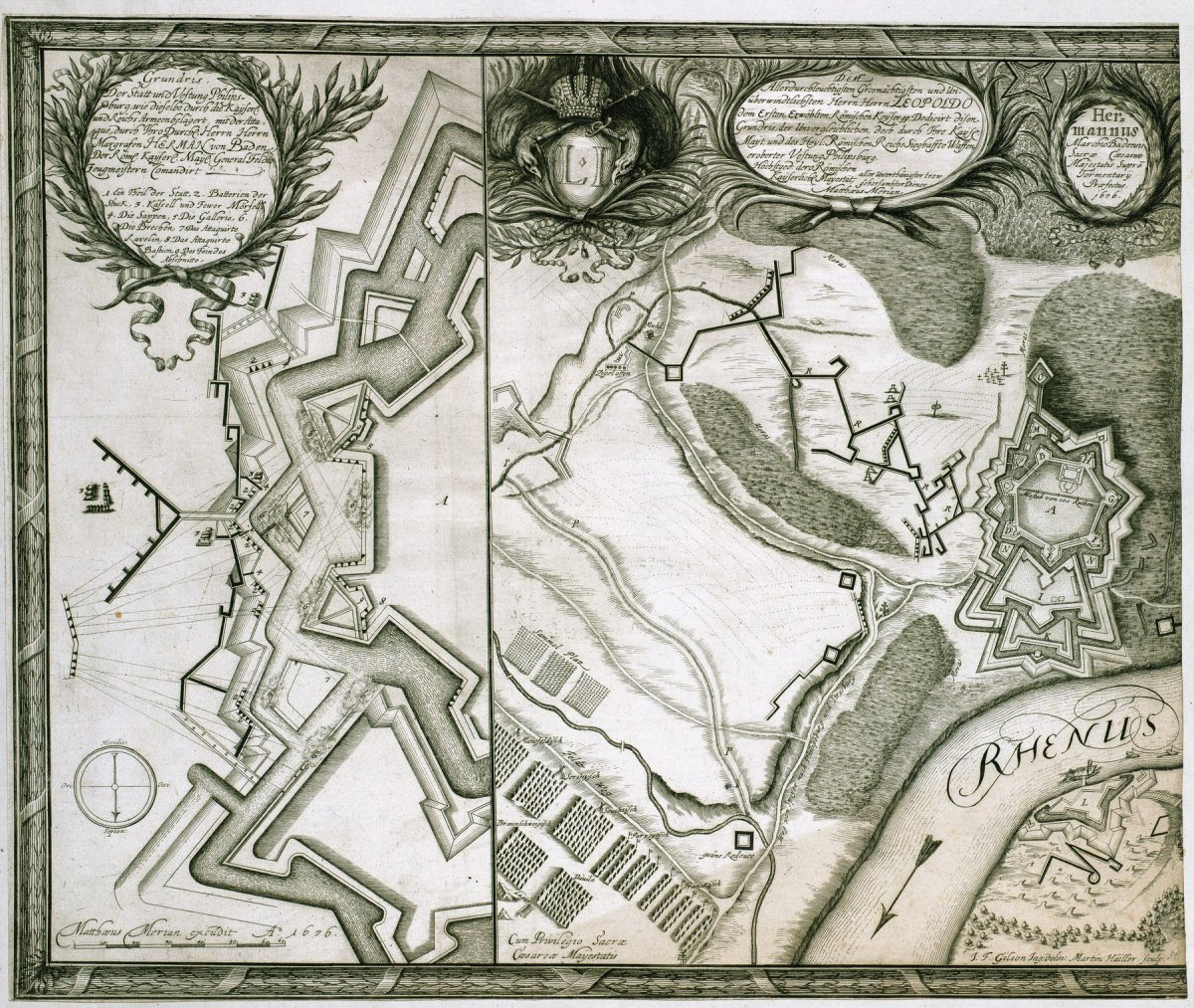
Il complesso tracciato delle trincee d'avvicinamento (tracciate in nero) durante l'assedio di Filisburgo nel 1676, prima della teorizzazione dell'uso delle parallele

L'assedio scientifico è l'insieme di tecniche impiegate per assediare una piazzaforte fortificata alla moderna. Tali tecniche cominciarono a essere elaborate nel XV secolo, ma raggiunsero la maturità solo nel XVII grazie a Sébastien le Prestre de Vauban.

## Descrizione
Dopo l'introduzione dell'artiglieria, la difesa e l'assalto delle città e delle fortificazioni cambiò radicalmente, poiché il tradizionale approccio alle mura era reso impossibile o estremamente costoso in termini di materiali e vite umane dall'efficienza sempre maggiore dei cannoni e delle armi leggere. L'unico modo di superare le nuove fortificazioni (a meno che non si potesse o volesse impiegare l'antichissima e sempre valida tecnica dell'assedio per fame) era quello di portare l'artiglieria in posizione tale da poter praticare una breccia nelle mura, che doveva essere poi presa con un attacco in forze. Per evitare che i cannoni degli assedianti fossero distrutti prima di poter sparare era necessario scavare trincee (accuratamente angolate così da non esporsi al tiro d'infilata dei difensori) e ripari in cui alloggiare artiglierie e serventi al sicuro, per iniziare finalmente il fuoco, che in certi assedi poteva durare giorni.

### La nuova arte della guerra
Le stesse ragioni tecniche che guidavano gli ingegneri militari a elaborare nuove piante e nuove strutture difensive portarono nel tempo gli assedianti a mettere a punto tecniche sempre più raffinate di scavo, di tracciamento delle trincee di approccio, di costruzione dei ripari e di perfezionamenti tecnici da apportare ai cannoni. Gli ingegneri militari divennero maestri nell'effettuare calcoli sempre più complessi in campi apparentemente poco affini all'arte della guerra, come la stima di tempi e volumi di terra da smuovere per effettuare i lavori e la durata dei bombardamenti, non più a casaccio, ma accuratamente mirati allo scopo di distruggere, perforare, spianare le difese nemiche. La zappa (di cui sono equipaggiati i nuovi reparti degli zappatori) divenne un'arma temibile e importante quanto il fucile. Un tipico esempio di quest'evoluzione è il Traité des Mines, pubblicato per la prima volta a Parigi nel 1740 da Vauban, che per elaborare le tabelle effettuò una lunga serie di esperimenti impiegando un reparto specializzato costituito e comandato da lui. La teoria di Vauban sull'avvicinamento con trincee cosiddette parallele arriverà sostanzialmente immutata fino alla prima guerra mondiale.

### Palizzate, gabbioni, traverse

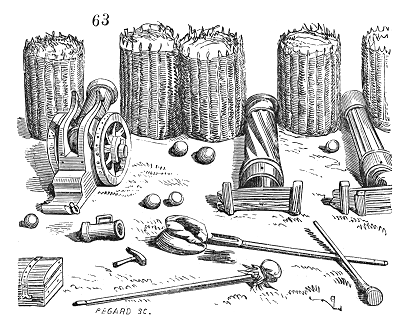
Gabbioni disposti a protezione d'una serie dei primi tipi di cannoni da assedio

Le tecniche dello scavo erano tradizionali negli assedi antichi e molto usate anche nel Medioevo. Al semplice scavo in galleria per penetrare in città o far crollare parti delle mura si affiancò ora quello dello scavo delle trincee di avvicinamento. Questi scavi vengono cominciati fuori dal tiro dei cannoni dei difensori (e quindi con i progressi dell'artiglieria, sempre più lontano, raggiungendo sviluppi impressionanti). Gli scavatori sono spesso soldati specializzati, ma spesso si avvalgono di leve forzate di contadini.
Le trincee vengono delimitate con palizzate e supporti di vario genere, sempre però in legno, il che causa spesso la distruzione totale delle campagne circostanti. Si impiegano in modo estensivo i gabbioni, cioè enormi panieri in vimini o legno flessibile intrecciato in forma di gigantesco cilindro, leggero e facile da trasportare, che una volta collocato nel luogo desiderato viene riempito di terra, così da creare una protezione estremamente efficace per uomini e cannoni. 

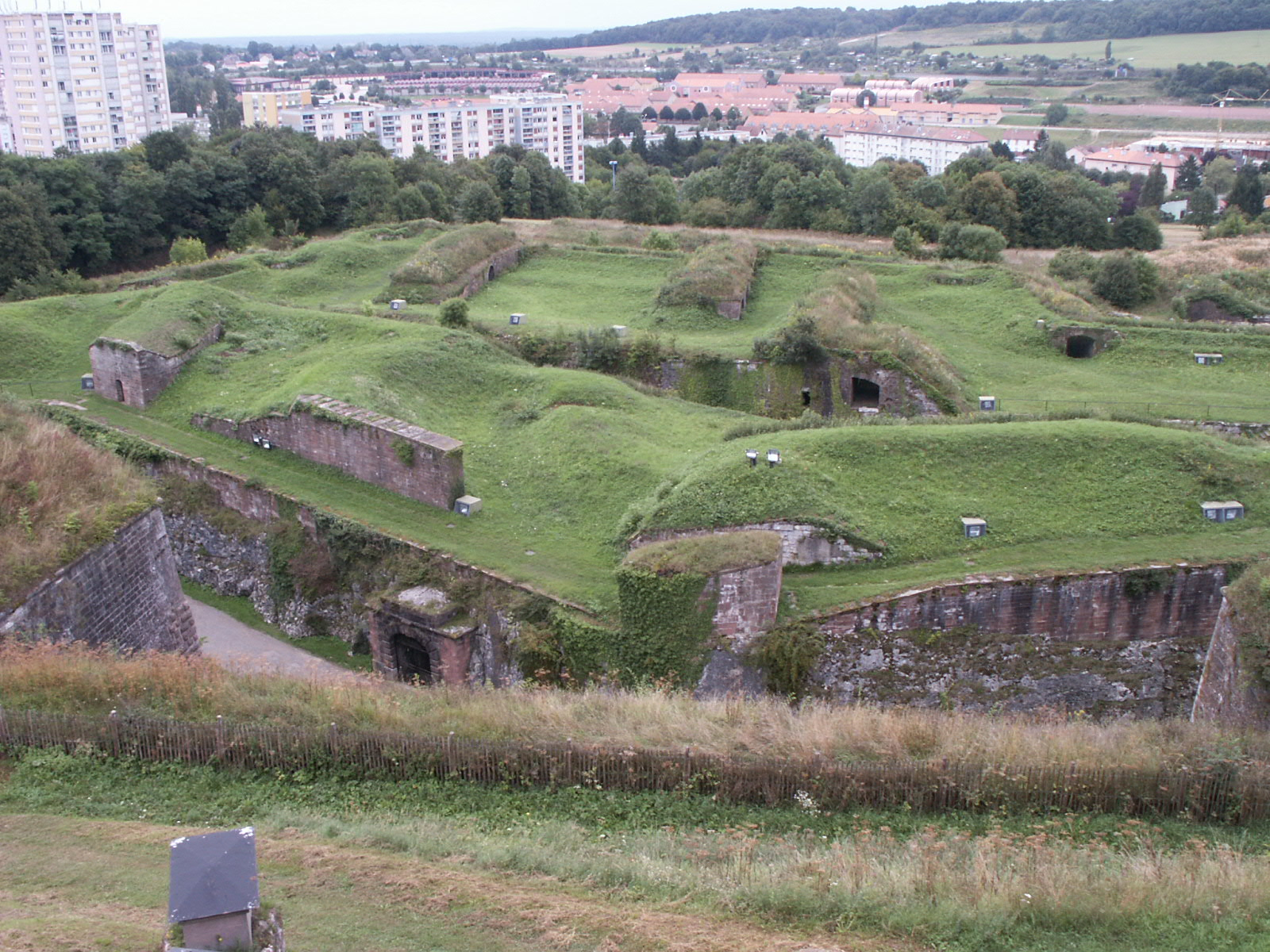
Nelle fortificazioni di Belfort è evidente il fitto intreccio di traverse

La grande efficacia e praticità di queste strutture fece sì che fossero ancora in uso alla fine del XIX secolo, per essere poi progressivamente sostituite dal sacchetto di sabbia, che non richiede più la manualità artigianale nell'intrecciare vimini, usato in miliardi di esemplari nel corso del XX secolo, il cui principio di funzionamento è esattamente lo stesso. Un altro elemento fondamentale delle trincee di avvicinamento è la traversa: per quanto una trincea potesse essere ben angolata, tuttavia c'era sempre la possibilità che un colpo la imboccasse fortuitamente, rimbalzando al suo interno e seminando la morte tra chi si trovava nella trincea in quel momento.
Le trincee venivano quindi attrezzate con traverse di solide tavole di legno o con parapetti perpendicolari alla trincea per creare una serie di compartimenti stagni e limitare in questo modo gli effetti di un colpo fortuito. L'uso delle traverse divenne sempre più importante con l'aumentare dell'efficacia delle artiglierie e con la teorizzazione fatta dal Vauban dell'uso del tiro di rimbalzo (ricochet), usato per far giungere proiettili di artiglieria dove non sarebbe teoricamente stato possibile con un tiro diretto. Le fortificazioni e le opere d'assedio diventano sempre più labirintiche, attraversate da decine di muri con le più bizzarre angolazioni, eretti per opporsi al tiro di rimbalzo.

### Sistema delle parallele
Il Maresciallo Vauban, al comando delle truppe francesi all'assedio di Maastricht nel 1673, sperimenta una nuova tecnica, che si dice suggeritagli dai lavori dei turchi all'assedio di Candia nel 1669. Al nuovo sistema viene dato il nome di metodo delle parallele; otterrà un enorme successo, poiché ancora nel 1832 l'assedio di Anversa verrà vinto dal generale Haxo grazie all'applicazione del metodo. I lavori iniziano con lo scavo di una prima parallela, un tratto di circonferenza (o una circonferenza intera quando possibile) con raggio superiore alla portata delle artiglierie che difendono la piazza.
Chi circola all'interno della prima parallela si muove quindi in relativa sicurezza, tanto che lo scavo è molto largo, per consentire accumulo di materiali e schieramento di truppe. Da questo momento, per assicurare la massima protezione ai genieri, i lavori continuano con l'oscurità. Dalla prima parallela si dipartono diverse trincee, nella direzione generale dei raggi della circonferenza (cioè della prima parallela) che passano per i vertici dei bastioni che si è deciso di investire. Le trincee però non proseguono in linea retta, per evitare di essere prese d'infilata dalle artiglierie dei difensori ma assumono un andamento a zig zag con angolazioni accuratamente studiate per evitare il tiro nemico. 
Ad una distanza ottimale per il tiro delle proprie batterie pesanti i camminamenti sono riuniti da una seconda parallela; in questa vengono ricavati dei ridotti per le batterie di rottura che, appena installate, iniziano a battere in breccia la faccia del bastione precedentemente prescelto come meno robusto, o comunque più adatto agli scopi dell'assediante. Altri cannoni iniziano un duello ravvicinato con le artiglierie del difensore. Ancora le trincee si avvicinano zigzagando ai vertici dei bastioni finché sboccano nella strada coperta. A questo punto la cinta muraria è in piena vista e una volta completata una terza parallela sarà possibile ammassare truppe non lontano dalla breccia, nel frattempo creata dalle batterie pesanti.
Se il fossato è pieno d'acqua sarà necessario un ulteriore sforzo per riempirlo di fascine o materiale da costruzione per creare una passerella praticabile. Un attacco in forze lanciato dopo una preparazione di artiglieria porterà infine l'assediante a entrare nella cinta muraria o quantomeno a impadronirsi del bastione. Ma molto spesso ciò non era necessario; una volta che le truppe assedianti si fossero impadronite della strada coperta e la breccia nelle mura fosse stata completata, era pratica comune l'arrendersi con l'onore delle armi, in modo da evitare una carneficina, il saccheggio della città e poter evacuare la guarnigione in sicurezza.

### La guerra di mina

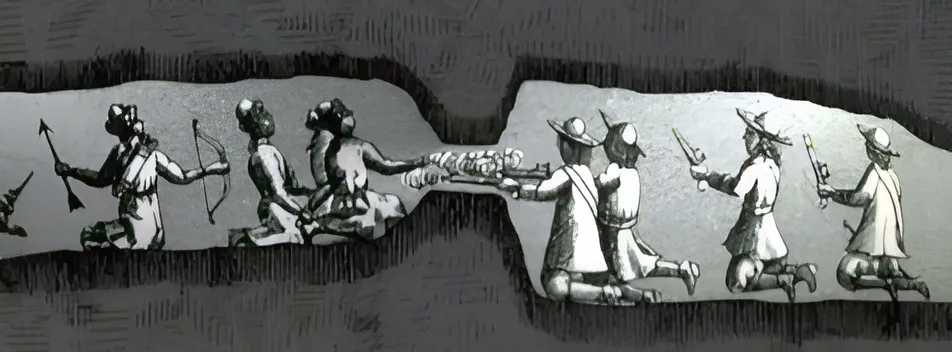
Un combattimento nei cunicoli di mina, Assedio di Candia

Anche l'antica tecnica della mina viene modernizzata e portata alle sue estreme conseguenze. Fin dai primi esempi storici di assedi documentati archeologicamente sono state trovate tracce di gallerie scavate fin sotto le mura avversarie, piazzando numerosi pali di sostegno e tavolati per impedire crolli, cui si dava fuoco una volta che si fosse ragionevolmente certi di essere arrivati sotto le mura nemiche: il crollo della galleria provocava anche il crollo delle mura sovrastanti, con conseguente creazione di una breccia. Questo non sempre era sufficiente, ad esempio a volte una sezione di mura così minata si limitava a sprofondare per un paio di metri, restando beffardamente in piedi.
Con i nuovi strumenti tecnologici e l'accresciuta capacità distruttiva della polvere da sparo si poteva essere ragionevolmente sicuri della direzione e distanza raggiunta sottoterra, in modo da posizionarsi accuratamente nel punto prescelto, e da essere certi di infliggere gravissimi danni alle strutture difensive che invece di sprofondare sarebbero state spazzate via dall'esplosione di centinaia di chili di esplosivo. La nuova tecnica, il cui perfezionamento gli storici vollero attribuire al condottiero del XVI secolo Pedro Navarro era ben più temibile e per contrastarla si misero in opera delle cosiddette contromine, cioè gallerie permanenti scavate secondo un piano preciso in modo da essere ragionevolmente certi di intercettare eventuali gallerie scavate dal nemico.
Queste gallerie, il cui sviluppo raggiungeva a volte la lunghezza complessiva di diversi chilometri, costituivano però in caso di un colpo di mano una pericolosa entrata alle fortificazioni e dovevano essere adeguatamente presidiate e difese; è in cunicoli come questi che è ambientato il sacrificio di Pietro Micca durante l'assedio di Torino del 1706. Il metodo della mina raggiunse sviluppi impressionanti durante la prima guerra mondiale sul fronte austro-italiano in cui intere cime di montagne, trasformate in postazioni altrimenti imprendibili, vennero fatte letteralmente saltare in aria insieme con le guarnigioni, dai genieri di entrambi gli schieramenti; la più famosa di queste è la cosiddetta mina Caetani che ridusse in briciole la cima del Col di Lana il 17 aprile 1916. Ma ci sono anche esempi nella provincia di Vicenza come quello del monte Cimone di Tonezza fatto saltare con 142 quintali di esplosivio il 23 settembre 1916, così come le vicende che interessarono dal 29 settembre 1917 al 13 marzo 1918 il massiccio del Pasubio dove tra il Dente italiano e quello austriaco ci furono ripetute esplosioni di mine, senza tuttavia che nessuno dei due eserciti potesse avere la meglio sull'altro. 